# 이복관
이복관(李福寬, 1953년 7월 2일 ~ )은 대한민국의 정치인으로, 부평구 구의원을 역임했다. 대한민국에서 재심에 의해 당선무효형이 취소된 최초의 사례자이다.

## 논란 및 제명
이복관은 2002년 혼인빙자와 사기로 물의를 빚은 사실이 알려져 시민단체가 제명 운동을 벌였고, 품위 손상으로 인하여 제명됐다. 이복관은 제명 처분에 대해 가처분 신청과 본안 소송을 냈고, 2003년 4월 1일 가처분이 받아들여졌다. 이복관의 보궐선거는 2003년 4월 24일 진행될 예정으로 선거관리위원회는 이미 지난달 31일 입후보자 설명회를 진행한 상태였다. 2003년 이복관은 공갈에 대해 유죄의 1심 판결을 받으면서 시민단체로부터 사퇴 요구를 받았다. 이복관은 그와 별도로 2002년 지방선거에서 영수증을 위조한 혐의로 기소되어 1심에서 벌금200만원을 2심에서 100만원, 대법원에서 2004년 4월 27일 확정되어 의원직을 상실했다.
한편 제명에 대한 본안 소송 1심은 2004년 11월 패소했다.
한편 이복관에게 불리한 증언을 한 증인이 위증죄로 처벌을 받으면서 이복관은 재심을 신청했다. 고등법원에서는 일부 영수증이 진짜로 밝혀져 벌금 70만원으로 감경됐다. 검찰이 대법원에 상고를 포기하면서 당선 무효에 미달하는 형이 확정됐다.
이에 따라 이복관의 의원직이 다시 복원 될 수 있게 되었다. 당선무효형이 취소된 사례는 처음이었고 그 전에 제명이 되었기 때문에 부평구의회는 이복관이 의원직신분이 아니라는 입장을 밝혔다. 한편 중앙선거관리위원회는 의원직의 정원규정과 당선무효형에 따라 재보선이 진행된 후 형이 취소된 것에 대해서 의원직 신분에 대해서는 결정을 내리지 못했다. 이복관은 제명 무효 소송의 2심에서 승소하였다. 그 후 2005년 12월부터 재등원하였다.

## 이후
이복관은 2006년 선거에서 떨어진 이후, 지역 향우회에서 활동했다. 2007년 인천광역시에 거주하는 김제시출신자를 모아 만든 인천김제향우회의 초대 사무총장을 맡았다. 현재는 부평구 지역 호남향우회장이다.

## 역대 선거 결과
|  | 11.53% |

|  | 54.47% |

|  | 42.06% |

|  | 7.47% |